# 新サクラ大戦
『新サクラ大戦』（しんサクラたいせん、英語: Sakura Wars）は、セガゲームスから2019年12月12日に発売されたPlayStation 4用ドラマチック3Dアクションアドベンチャーゲーム。「サクラ大戦シリーズ」のナンバリングタイトル第6作目。

## 概要
ナンバリングタイトルとしては『サクラ大戦V 〜さらば愛しき人よ〜』以来14年ぶり、外伝を含むと『ドラマチックダンジョン サクラ大戦 〜君あるがため〜』以来11年ぶりとなる新作家庭用ゲーム。
ストーリーは、過去作で活躍した帝国華撃団、巴里華撃団、紐育華撃団が「降魔大戦」により消滅してから10年後の太正二十九年を舞台とし、主人公「神山誠十郎」率いる新生「帝国華撃団・花組」の活躍を描く。
当シリーズにおいて、初の16:9画面かつフルHDを採用し、グラフィックはすべて3Dで表現されている。バトルパートは前作までのターン制のウォーシミュレーションから、プレイヤーが機体を操作して戦うアクションゲームに変更となった 一方、シリーズ恒例の次回予告とバトルに勝利した後のポーズ（写真撮影）が今作にも存在する。また、キャラクターの見た目やBGMを変えるオプションアイテムがダウンロードコンテンツにて導入されている。
前述の通り、本作は「サクラ大戦シリーズ」のナンバリングタイトル第6作目として発表されたが、本作以前のタイトルと一緒くたにせず「サクラ大戦 / 新サクラ大戦」などと区別して表記される場合もある。
後方互換によりPlayStation 5でもプレイできる。

## 製作の経緯
当初、「サクラ大戦シリーズ」は2008年に開催された舞台『サクラ大戦・紐育レビュウショウ〜歌う♪大紐育♪3〜ラストショウ』の千秋楽をもって全コンテンツを終了することが予定されていたが、終演後劇場の閉館時間が迫っても多数の観客らが帰らずにシリーズ終了の抗議や継続を訴えるという異常事態が発生。これに困惑したスタッフから説得を頼まれた作曲家の田中公平は、泣き顔で絶叫する観客たちを見て思わず「自分が何とかするから今日は帰るように」と発言し場を収めた。この事態を受け、田中は打ち上げ会場にいた上層部の人間にコンテンツの延長を直訴し、その他関係者たちによる尽力もあって最終的にはコンテンツの終了が撤回され、本格的な復活に向けての活動が開始した。
その後、舞台はライブなどを経て2013年にショウとして再開されるなど一定の成果を上げたが、セガ社内で毎年のように提出されていた新作の企画は不採用という結果が続いていた。しかし、セガフェス2016にておこなわれた総選挙において『サクラ大戦』が「作品部門」と「復活期待部門」で1位を獲得したことで風向きが変わり、本作のプロジェクトが立ち上がった。
キャラクターデザインはこれまでの藤島康介と松原秀典のコンビに代わり、漫画『BLEACH』の作者である久保帯人を初起用。起用の理由については、「『サクラ大戦』のメインヒロインと言えば“和装と刀”であり、その組み合わせで真っ先に名前が挙がった」とのこと。ほかにも、ストーリー構成があかほりさとるから『428 〜封鎖された渋谷で〜』を手掛けたイシイジロウになるなど、メインスタッフの大幅な入れ替えが敢行されており、旧作で企画原案や世界設定などを担当したレッド・エンタテインメントも本作には参加していない。あかほりは本作の正式発表の際に、「初めて『サクラ大戦』をファン目線で楽しめる！ うれしい！」という声明を発表している。また、イシイはストーリーについて「シリーズファンを決して裏切ることのないよう、サプライズもいろいろ用意しています｣と述べている。
当時セガゲームス取締役CPOの名越稔洋は本作の開発体制について、「既存のファンに向けただけの作品になると、セールスもある程度見えてしまい、ジャンルとしても制約があるため、ぶち壊す部分をどの程度許容できるかを模索した。壊せないのなら制作には反対だった」「壊す方向に会社も舵を切り、私は船長として従来の方向に戻らないように開発陣を見届けた」「今回は広井王子に協力を仰がないといったことは私が決めた」といった説明をしている。
ソニックシリーズのヘッジホッグエンジンを使用し、イベントシーンでは『龍が如く』で培ったノウハウが用いられるなど、セガ社内の総力を結集して開発されている。

## 評価
IGNJapanのレビューでは、本作を「懐かしさとともにヒロインとのコミュニケーションをさまざまな角度で楽しめる」とした一方でバトルパートは単調で、難易度も低すぎるため、コアなアクションファンにアクションゲームとしておすすめできないとしている。
ファミ通1618号のクロスレビューでは、ジゴロ☆芦田が9点、戸塚伎一が8点、くしだナム子が8点、卵を守る雨宮が8点をつけ、合計33点（40点満点）でゴールド殿堂入りとなった。

## あらすじ
太正十九年（1930年）、帝都・東京で「降魔大戦」と呼ばれる戦いが勃発。この戦いに参加した帝都、巴里、紐育の華撃団は、自分たちの消滅と引き換えに世界を救う。
その後、降魔大戦での功績から華撃団による都市防衛構想が世界中に認められて「世界華撃団連盟（WLOF）」が設立。世界の各都市で華撃団が誕生する。各国の華撃団は2年に1度開催されるWLOFが開催する「華撃団競技会」で歌劇と戦闘の技術を競い合い、人々はこれを「世界華撃団大戦」と呼び熱狂していった。
降魔大戦から10年後の太正二十九年（1940年）。帝都では新たなる帝国華撃団が結成され、世界華撃団大戦での勝利を目指し活動を開始する。しかし、再び世界中に降魔、さらに正体不明の敵も現れ、「平和の祭典」から「世界の命運をかけた戦い」へと変遷していく。

## 作中設定・用語
シリーズ共通の設定や用語の詳細は、各作品およびそのほかの独立記事なども参照。
華撃団（かげきだん）
魔物などの霊的脅威からの都市防衛を任務とする特殊部隊。戦闘員は高い霊力をもつ人間で構成され、搭乗者の霊力で稼働する人型蒸気「霊子甲冑」（本作の年代では発展型の霊子戦闘機）を主力兵器とする。男性よりも女性のほうが霊力が高い人間が多いため、部隊の女性比率も高い傾向にある。平時は読みが同じ「歌劇団」として、劇場などで芝居や歌唱などの芸能活動をおこなっている。
本作の年代の華撃団は、下記の降魔大戦からWLOF設立に至る一連の流れによって、それまで"裏"の存在だった過去の華撃団とは反対に広く知られた存在となっている。

降魔大戦（こうまたいせん）
『V』から2年後（『君あるがため』から1年後）に勃発した大戦。かつての帝都・巴里・紐育の華撃団はこの戦いによって消滅したとされている。

二都作戦（にとさくせん）
降魔大戦において、復活しかけていた強大な降魔の王「降魔皇」を封印するべく実行された作戦。その内容は「神器「帝鍵（ていけん）」の力を使って、もうひとつの帝都にして魔を封印する都「幻都（げんと）」を出現させ、そこに降魔皇を誘導したところで、幻都を通常空間から切り離して封印する」というもの。
しかし、帝鍵の発動には莫大な霊力を要し、帝都・巴里・紐育の三華撃団の全隊員の霊力を使うことでようやく発動。降魔皇の封印には成功したが、巻き添えで三華撃団もともに封印されたというのが華撃団消滅の真相である。

世界華撃団連盟 / WLOF（ウルフ）
降魔大戦での各華撃団の功績が世界に認められ、設立された連盟。WLOFはWorld Luxuriant Opera Federationの略称。この連盟のもとで、世界の各都市で華撃団が結成されていった。

世界華撃団大戦
正式名称は「華撃団競技会」。2年に一度、各国の華撃団が集結して戦闘と歌劇の実力を競い合う大会。大規模な降魔出現がなく平和な時代が続いたことから、華撃団の平和利用の声が高まったことを受けて、WLOFが創設した。本作ではその第3回大会が帝都で開催される。劇中では試合ごとに選抜された3人の隊員が出場する方式となっているが、帝撃の対戦相手である上海・倫敦・伯林の各華撃団はキャラクター設定がある隊員がそれぞれ2名ずつとなっているため、3人目の隊員は名称不明となっている。
本戦に参加するには世界各地でおこなわれる予選を勝ち抜く必要があるが、開催国を拠点とする華撃団は開催地枠としての出場が認められている。

霊子戦闘機（りょうしせんとうき）
霊子甲冑を踏まえてWLOFによって対妖術戦用に開発された人型の霊子兵器。従来の霊子甲冑よりも小型・高出力化され、霊力変換効率が劇的に向上したことから、操縦に必要な霊力の要求値も低減されている。降魔大戦以降は、各国でフレームワークの標準フォーマットとして採用されている。従来作品の霊子甲冑と同じく、外観と色、装備は各搭乗者に合わせてカスタマイズされている。

## 登場人物
担当声優はゲームとアニメで共通。

### 帝国華撃団
降魔大戦で消滅した帝国華撃団の後継として、新たな人員を迎え再編された華撃団。「新生・帝国華撃団」、あるいは「新・帝国華撃団」とも呼ばれる。活動拠点は旧・帝撃と同じく大帝国劇場。物語開始時点では、降魔大戦で受けた損害によって大きく弱体化し、新設された各国の華撃団の後塵を拝する状況となっているが、神崎重工の支援や新隊長・神山誠十郎の加入をきっかけに再建に成功する。
キャラクターデザインは後述する大帝国ゲキゾウや月組メンバーを除き、久保帯人が担当。

#### 花組
帝撃の実働部隊。結成された当初は隊員の練度が非常に低く、演劇の技術は観客の失笑を買うほど酷いありさまだった。
神山 誠十郎（かみやま せいじゅうろう）
声 - 阿座上洋平
誕生日 - 8月11日
血液型 - AB型
本作の主人公。花組隊長。20歳。海軍特務艦艦長から帝国華撃団へと転属した。
武器は打刀と脇差の大小拵え。右手には鍔に「峰に二ツ鳶」の意匠の打刀を、左手には鍔に「峰に雷」の意匠の脇差の二刀を用いる。この二刀はさくらの刀との対比として、極力装飾を削ぎ落とした正統派の刀としてデザインされている。
基本的には正義感あふれる熱血漢であるが、プレイヤーの選択次第では、ヒロインたちの風呂をのぞいて制裁を受けたり、ふざけた言動や行動をとっては笑われたり呆れられたりもする。幼少期はいたずら好きで、さくらの父である鉄幹からよく叱られていたという。剣の実力は「最強剣士」の異名を取るランスロットの剣を打ち落とすほどで、その情熱と行動力によって隊員や周囲の人々からの信頼を得ていく。
ゲームから1年後を描いたテレビアニメ『新サクラ大戦 the Animation』では、任務で帝劇を離れ欧州に出向する。
大帝国ゲキゾウ
「特命宣伝部長」に任命された神山が扮するからくり宣伝人形。通称「ゲキゾウくん」。
帝劇の集客を「激増」させることを目的とし、帝劇のマスコットとして宣伝活動と情報収集に従事する。キャラクターデザインは杉森建が担当し、劇中では竜胆カオルが考案したとされている。

天宮 さくら（あまみや さくら）
声 - 佐倉綾音
誕生日 - 3月19日
血液型 - A型
17歳。帝都を護り、市民の心の支えである帝国華撃団・歌劇団を立て直すことを願っている。かつて花組トップスタァだった真宮寺さくらに憧れて入隊した。後述の漫画『新サクラ大戦 the Comic』 とテレビアニメ『新サクラ大戦 the Animation』では主人公を務める。
背中の中間までストレートに伸ばした黒髪（黒茶）、左側頭部に着けた桜色の大きなリボンが特徴。服装は和服の女袴で、着物は空色に雲のような透かしで桜の花が施され、元禄袖には満開の桜があしらわれている。左胸には、綿入れ刺し子で作られた桜の花を飾る。袴はえんじ色。
武器は亡き母・ひなたの形見である刀「天宮國定」。太刀をイメージしてデザインされている。刀身側面には3分の1程度まで鍵をイメージした意匠が鎬に施され、その先には柄側から切っ先にかけて「一」から「五」までの数字が順に刻まれ、刀へ霊力が伝わった時に順に点灯するようになっている。
水色の由来は、担当の声優の佐倉綾音の好きな色から来ている。
中盤では、真宮寺さくらの面影をもつ夜叉の姿に困惑し敗北を喫する。さらには「二都作戦」のために真宮寺さくらが捨て石にされたのではと考えるようになり、花組から離脱する。しかし、初穂との大げんかや神山からの言葉を受けて立ち直り、すみれから授けられた「桜武」とともに世界華撃団大戦・準決勝に出場。ランスロットと一騎討ちの末に、新必殺技「天剣・千本桜」でランスロットを打ち破る。
実は天宮家とは「絶界」の力をもつ者の血筋であり、「天宮國定」とはさくらの母の命を使って生み出された「帝鍵（帝剣）」であった。終盤では幻庵葬徹によって帝剣を奪われ、新たな帝剣を生み出すべく父・鉄幹から世界のために命を差し出すことを要求される。父が母を殺したという事実を知って呆然自失となるが、神山の必死の説得によって鉄幹は引き下がり、仲間たちは幻庵葬徹と戦うことを決意する。
最終決戦の場にて因縁深き夜叉と対峙。仲間たちの犠牲を得て夜叉を追い詰め、最後は神山の刀を用いて決着をつける。その後、幻庵葬徹との決戦では仲間たちの霊力によって展開された「北斗七星の陣」と自身の命に宿る「絶界」の力によって幻庵葬徹を倒す突破口を開く。
『the Animation』では、神山から隊長代理に任命され花組を率いる。劇中では初穂の暴走に手を焼くなど隊長としての気苦労や、神山の一時帰国に喜ぶなど恋する少女としての描写が強調されている。

東雲 初穂（しののめ はつほ）
声 - 内田真礼
誕生日 - 9月9日
血液型 - B型
17歳。帝都にて古くから続いている東雲神社の看板娘兼巫女。下町生まれの生粋の江戸っ子で、普段はがさつだが、人望の高さから花組のまとめ役を務める。
赤髪（赤茶）でポニーテールの位置を右側に寄せたサイドポニー。巫女とモンクをイメージしてデザインされており、巫女装束を基本として、真っ赤な下駄と緋袴に胴部および前腕から手の甲にかけて晒を巻き、裾合わせを腰元まで下げた状態でたすき掛けをしている。
武器は人の身丈もある柄と胴ほどの頭をもつ大鎚。久保帯人の設定画では錫杖も用意されている。
『the Animation』では、神山がかつて花組をまとめていた自分ではなく、さくらを隊長代理にしたことに複雑な思いを抱いている。

望月 あざみ（もちづき あざみ）
声 - 山村響
誕生日 - 5月15日
血液型 - O型
13歳。望月流忍一族の末裔。物心つくまえから厳しい修行を積んでおり、武芸や戦術、武器のあつかいに対して天賦の才を発揮する。故郷の里に古くから伝わる「108の掟」を強く信じ、それを守ることを大切にしている。ある事件をきっかけにスパイ容疑をかけられたこともある。
黒髪（黒藍）のショートカットで、黄色を基調とした服は袖が末広がりになっており、袖口には大きめのフリルが施され、手が隠れている。薄黄色のエプロンドレスは肩幅がないためしっかりとはかからない感じで留められており、胴部に同色の大型蝶結び、胸部に紫の小型蝶結びが意匠されている。膝丈ほどの紫の女袴を履き、首元から脚にかけてのインナーには穴を大きく編まれた鎖帷子を着用し、足袋を履く。育ちから無意識に足音を立てずに歩く癖があるため、音の鳴りやすい分厚く重い黄色のぽっくり下駄を着用している。
武器は袖に隠した苦無など。
実は望月家の血縁でなく、八丹斎に引き取られた孤児（捨て子）であることが判明する。本人も当初はこの事実を知らず、「実の両親は忍者で任務のために遠くに行った」と吹き込まれていた。

アナスタシア・パルマ
声 - 福原綾香
誕生日 - 10月6日
血液型 - B型
19歳。ギリシャ出身で、かつては欧州で多くの劇団を渡り歩いてきたスタァ。歌唱・演技ともにトップクラスで、男役から女役まで幅広くこなす。
銀色のセミロングヘアーで、肌の色は褐色。ヒール部分を金属にしたハイヒールを着用している。
武器は短銃を用いる。
その正体は、幻庵葬徹が帝剣の所在を探すべく帝劇に送り込んだスパイ「アイスドール」。幼少期に戦災孤児となったところを引き取られ、世界中の華撃団を内偵するための手駒として育てられた。幻庵葬徹の正体を知ったあとも「戦争で死んだ家族を生き返らせる」という約束を信じて従っていた。
第6話にて帝剣を奪い取り、司馬に重傷を与えて逃走。夜叉に帝剣を献上するが、用済みとして始末されそうになり致命傷を負わされる。しかし神山たちに保護され、司馬の治療によって一命を取り留める。そして自分を家族として許してくれた花組のために本当の仲間となった。

クラリス
声 - 早見沙織
誕生日 - 2月1日
血液型 - AB型
16歳。ルクセンブルクの貴族スノーフレイク家の出身。本名は「クラリッサ・スノーフレイク」。実家に伝わる魔導書をもちいた魔術「重魔導」の継承者で、好奇心旺盛な文学少女。舞台では脚本家も兼任している。
金髪で腿までのロングヘアを腰辺りから先の方だけ三つ編みにしている。白のブラウスに金色で縁取られ袖の部分がゆったりとした緑のジャケットと、緑と白のチェック柄のプリーツスカートを着用し、足元はハイソックスに光沢のある緑の紐靴を履く。キャラクターデザインを担当した久保帯人は、最初は巨乳にするつもりだったと語っている。
魔法に用いる魔導書を鞄に入れており、一際危険な魔導書は鎖を用いて鞄に繋いでいる。普段は優しく礼儀正しいが、怒ると「地獄に落ちてください」などの辛辣な言葉を浴びせて罵倒してくる。
スノーフレイクの一族は代々の権力者たちに力を貸し、破壊の力として重魔導を行使しており、クラリス自身はその力を恐れ使用をためらってきた。しかし神山の励ましによって、破壊のために力を使うのと守るために力を使うのは違うと割り切るようになる。

#### 司令部
神崎 すみれ（かんざき すみれ）
声 - 富沢美智恵
誕生日 - 1月8日
血液型 - B型
帝国華撃団総司令にして、大帝国劇場の支配人。かつては戦闘と舞台の両面で花組を支えたトップスタァだったが、霊力の低下を理由に前線を離れ、同時に女優業も引退した。以降は実家の神崎重工の役員として裏方に徹していたが、降魔大戦で仲間たちを失ったことで司令の座を引き継いだ。
若いころの高飛車な性格はなりを潜めたが、依然として圧倒的な存在感を放つ。神山の能力を見出し、花組の新隊長として招聘した。かつての仲間である真宮寺さくらと区別するため、天宮さくらのことは「天宮さん」と名字呼びしている。神山を見込んでいるものの選択肢次第では「やる気がない」などと怒ることもある。
「二都作戦」によって消滅した仲間たちとの再会を信じ、帝劇を「家」として守り続けていた。一方で帝鍵（帝剣）の存在を隠し続けていたが、その成り立ちまでは把握していなかった。終盤では幻庵葬徹から「降魔王の封印を解けば仲間たちに会える」と取引を持ち掛けられるが、仲間たちなら自力で必ず帰って来ると信じ抜き一蹴した。最終決戦では華撃団たちの霊力によって「北斗七星の陣」を展開させ、天宮さくらの力と合わせて幻庵葬徹の絶対防御を無効化。神山たちの勝利に貢献した。

#### 風組
花組の戦地輸送などの支援を任務とする輸送空挺部隊。平時は帝劇の職員を務めている。
竜胆 カオル（りんどう カオル）
声 - 石川由依
すみれの秘書。24歳。明晰な頭脳の持ち主であり、平時は帝劇の事務・経理・財務を担当。戦闘時は同僚のこまちとともに司令の補佐をおこなう。

大葉 こまち（おおば こまち）
声 - 白石涼子
帝劇の売店店員。23歳。大阪出身の商人で、非常に明るい性格。「勉強しまっせ」「ジャリンジャリン」が口癖。
資材調達も務め、どんなものでも仕入れてくる。

#### 技術部
司馬 令士（しば れいじ）
声 - 杉田智和
技師長。19歳。神山とは兵学校時代からの付き合いであり、親友かつライバルという間柄。
各種兵装の開発やメンテナンスを担当。大帝国劇場の大道具係も兼任している。やや軽薄で女好きな性格。
「霊子戦闘機に乗って人々を守りたい」という思いから兵学校に入ったが、操縦に必要な霊力がなかったため技師に転身した。当時は夢破れて荒れていたが、「親友」から激されたことで奮起し、「霊力がなくても動く戦闘機を開発する」という目標を見出す。
『The Animation』ではコメディリリーフ的な役回りが多く、入浴中に花組に裸体を見られ悲鳴を上げる、独断で自作のメカとともに花組の援護に駆け付ける、神山とさくらたちのデートを監視するために花組や月組を巻き込んで暴走するなどし、そのたびにすみれの制裁を受ける。

#### 月組
偵察や諜報活動を任務とする隠密部隊。当初は味方の花組にも正体を隠し、一般人を装っていた。終盤では正体を現した幻庵葬徹によって孤立したすみれを救い出し、花組に合流する。キャラクターデザインはいとうのいぢが担当。
西城 いつき（さいじょう いつき）
声 - 吉岡茉祐
月組隊長。帝劇と花組を愛する熱狂的ファン。15歳。暇があれば昼夜問わず大帝国劇場を訪れ、劇場のスタッフやほかの来場者たちと交流を深めている。趣味は帝劇グッズの収集で、新旧両方の花組グッズのコレクションに熱中している。特にブロマイド集めでは神山をライバルとして認識している。口癖は「いつき、カンゲキ！」。
『The Animation』第7話にて、司馬から一時帰国した神山の尾行を依頼される。

本郷 ひろみ（ほんごう ひろみ）
声 - 照井春佳
平時は「御菓子処みかづき」の店員。22歳。ほんわかとした優しい女性で、客からの人気は高い。新作菓子の開発にも積極的に取り組んでいるが、食べると不思議な現象を引き起こす珍品を試作することもあり、周囲からは恐れられている。口癖は「じゃぱーん！」。

#### 花組メンバーの身内・関係者
天宮 ひなた（あまみや ひなた）
声 - 國府田マリ子
天宮さくらの母。故人（享年27歳）。前向きなあきらめない性格で、さくらに強い影響を与えた。
帝鍵である「天宮國定」を作るためにその命を捧げたが、娘の未来を守りたいという想いから選んだ道であり、最期まで笑顔だったと鉄幹は語る。
キャラクターデザインは久保帯人が担当。

天宮 鉄幹（あまみや てっかん）
声 - 速水奨
天宮さくらの父。42歳。神具を打つ鍛冶師で、物静かで口数は少ないが根は優しく頼れる人物。
さくらの幼なじみである神山のことは親しみを込めて「誠ボン」と呼ぶ。
帝鍵である「天宮國定」を生み出した張本人であり、その正体を知る数少ない人物。
キャラクターデザインは久保帯人が担当。

望月 八丹斎（もちづき やったんさい）
声 - 佐藤正治
望月あざみの養父。年齢不詳。望月流忍者の頭領で、あざみに108条の里の掟を伝授した。白秋とも面識があり、みずから剣術を指南したこともある。
帝撃入隊後のあざみに日記を書くよう言い渡し、その確認のために毎週帝都に赴いている。
体術の腕前は相当なもので、敵と思って立ち向かって来た神山の足をすくって一蹴している。

村雨 白秋（むらさめ はくしゅう）
声 - 沢城みゆき
天宮さくらの師匠である女性剣士。素性や年齢は不明。
文武両道、冷静沈着で温和な人格者であり、帝劇の食堂に入り浸っている。趣味のだじゃれで周囲を惑わすのが唯一の欠点。しかし本人は奥深い言葉遊びであると思っている。鉄幹や八丹斎とは旧知の仲で、日本国外にも広い交友関係をもつ。
前髪が長めの短い銀髪が特徴で、服装は黒基調の長袖長ズボンに白い陣羽織、膝下まであるロングブーツ、腰に帯びた白鞘の刀。
キャラクターデザインは副島成記が担当。当初は男性キャラクターとして予定されていたが、打ち合わせ時に副島から「女性キャラクターをデザインできると楽しみにしていた」との発言を受けて変更された。
『the Animation』でも相変わらず帝劇の食堂に居ついているが、降魔を含めた孤児たちの保護活動をおこなっていることが明かされる。プロローグでは親交がある降魔研究家ナターリャ・ルシュコヴァの依頼を受けてロシアに赴き、謎の仮面剣士「怪人・白マント」としてクラーラを狙うカミンスキーの刺客と交戦する。当初はさくらたち帝撃メンバーにも事実を伏せていたため、カミンスキーたちとは別勢力の敵と誤解されていた。セバストーポリ内の戦いでは生身でカミンスキーやレイラたちと渡り合う戦闘能力を見せ、最終話エピローグでは天使のような翼を広げて飛び去るなど、人外の存在であるような描写がある。

### 上海華撃団
中国の上海（シャンハイ）を拠点とする華撃団。実戦部隊は「五神龍（ウーシェンロン）」。アジア地域の防衛を担当しており、帝撃が再結成されるまでは、帝都防衛も兼任していた。帝都駐在時は、銀座横丁にある中華料理店「神龍軒」を拠点とする。キャラクターデザインは堀口悠紀子が担当。
ヤン・シャオロン
声 - 梅原裕一郎
漢字名は「楊小龍」。五神龍隊長。18歳。曲がったことがきらいな熱血漢。思ったことをストレートに口に出す性分だが、裏表のないさっぱりした口調のため相手に悪意を抱かれることはない。平時は「炎の飯使い」と呼ばれる凄腕の料理人で、神龍軒の料理長として絶品の炒飯をふるまっている。戦闘では格闘術を駆使する。
当初は花組を「帝国華撃団の名を借りた弱い奴ら」と見ていたが、神山とともに成長していく彼女たちの実力を次第に認めるようになっていく。特に神山に対しては「俺が認めた男」「ライバル」とまで意識するようになる。

ホワン・ユイ
声 - 上坂すみれ
漢字名は「黄郁」。五神龍隊員。16歳。素直で勝ち気な少女。上海華撃団随一の身のこなしを誇る軽業師にして中国武術の達人。華撃団に対する愛は深く、不甲斐ない帝撃メンバーに辛辣だが、努力家のさくらに対しては少し認めており、よき先輩として友好的に接する。
『the Animation』の最終決戦では、神山やほかの華撃団とともに帝撃の援護に駆けつける。

### 倫敦華撃団
イギリスの倫敦（ロンドン）を拠点とする華撃団。実戦部隊は「円卓の騎士」。その名のとおり華撃団というよりは「騎士団」としての特色が強く、隊長は「団長」、隊員は「団員」と呼ばれる。帝都駐在時は、帝都中央駅に隣接する高級ホテル「大帝国ホテル」を拠点とする。キャラクターデザインはBUNBUNが担当。
アーサー
声 - 島﨑信長
円卓の騎士団長。18歳。騎士の貴族家系に生まれ、家伝の「神剣エクスカリバー」を継承する。「アーサー」とはエクスカリバーとともに代々受け継がれてきた称号であり、本名ではない。騎士道精神を重んじ正々堂々を常とする英国紳士だが、戦闘中は尊大で攻撃的な性格に豹変する。
帝撃との準決勝では、自身を「王」と任ずるゆえの傲慢さから神山を見下し罵倒するが、激闘の末に敗北する。最終決戦ではランスロットとともに駆けつけ、幻庵への道を切り開く。

ランスロット
声 - 沼倉愛美
円卓の騎士団員。17歳。倫敦華撃団の切り込み隊長。黒い衣装とまとった姿から「黒騎士」と称され、二刀流による苛烈な剣技を駆使する。野性味と無邪気さをあわせもつ朗らかな人物で、考えるよりも先に行動を起こす主義。その高い実力から「最強の剣士」とまで呼ばれる。初対決でいい勝負をした天宮さくらを大層気に入り、以後も勝負を望み続けていた。準決勝にて天宮さくらとの一騎討ちを繰り広げ、激闘の末に敗れ去った。最終決戦ではアーサーと共に神山たちの援護に駆け付ける。
『the Animation』では神山やエリスとともにロシアに出向し、クラーラを拉致しようとする女性降魔（レイラ）と交戦する。また、最終決戦でも帝撃の援護に駆けつける。

### 伯林華撃団
ドイツの伯林（ベルリン）を拠点とする華撃団。実戦部隊は「シュヴァルツシュテルン（鉄の星）」。軍隊のような統率力と隊員個人の突出した戦闘能力から、各地の華撃団のなかでも最強との呼び声が高い。キャラクターデザインは島田フミカネが担当。
エリス
声 - 水樹奈々
シュヴァルツシュテルン隊長。18歳。寡黙ながらも強靭な精神力と統率力の持ち主で、困難な任務でも断固かつ忠実に遂行する。日本文化に興味があり、帝都内ではよく歌舞伎を観劇している。
ランスロットからは「メチャクチャ強かった」と言わしめるほどの実力者であるが、生真面目な性格ゆえに神山のふざけた言動を本気で信じ込むなど、コミカルな面を見せる。
終盤では幻庵葬徹の洗脳に屈し、花組と敵対する。激闘のなか、正気を取り戻したマルガレーテの捨て身の行動によって正気を取り戻し始め、霊力を用いて洗脳から逃れることに成功する。その後、幻庵葬徹との最終決戦に駆けつけマルガレーテとともに援護に加わる。
『the Animation』ではサーベルを用いた生身での戦闘場面が描かれ、ランスロットとともにレイラと交戦する。また、最終決戦でも帝撃の援護に駆けつける。

マルガレーテ
声 - 釘宮理恵
シュヴァルツシュテルン隊員。15歳。思ったことを堂々と発言する毒舌家。隊内では作戦参謀もこなす天才だが、その作戦の多くは高い能力をもつ伯林華撃団隊員以外には実行不可能なほど難易度が高い。

### WLOF
プレジデントG
声 - 置鮎龍太郎
WLOFを総括する事務総長。本名・年齢・出身地など、その素性が歴代の前任者同様謎に包まれている。Gは「本名の頭文字」とも噂されるが、真相は不明。ある野望を抱いている。
キャラクターデザインは久保帯人が担当。

ミスターI
黒服部隊のリーダーで、プレジデントの右腕的存在。諜報活動が任務。
自身の言葉は事務総長の言葉と同じと言い放つなど、相手に高圧的な態度を取る。
花組に降魔と内通している者がいると聞き、怪しげな人物（八丹斎）と密会していたあざみを内通者だと決めつけ拘束。邪魔に入った神山も捕縛し、続けて八丹斎も捕らえようとする。しかしあざみと八丹斎の「口よせの術」によって出現した大ガマと大ヘビに部下ごと蹴散らされ逃亡する。以後の消息は不明。

### 降魔
人間の怨念によって生まれ、数百年以上前から帝都にあだなす魔物。旧・帝撃とも幾度となく戦いを繰り広げた。人間を排し世界の支配を目論む。上級降魔のキャラクターデザインは久保帯人が担当。
夜叉（やしゃ）
声 - 横山智佐
女性上級降魔。その正体は真宮寺さくらの毛髪から生み出された傀儡人形。容姿は真宮寺さくらに瓜二つだが、目元だけは醜く、普段は仮面で隠している。言葉遣いは丁寧だが性格は冷酷かつ残酷。
武器は打刀で、桜の花をベースに星型正五角形が中央に意匠された鍔を装着している。
帝鍵捜索の命令を受けて華撃団大戦中の帝都に現れ、オリジナルのさくらを思わせる剣技と専用傀儡機兵「神滅」をもって花組を苦しめる。帝劇ステージを破壊した際に天宮さくらを圧倒し、一時はその心を折った。終盤で主人公たちと直接対決となり、花組の面々を次々と殺めるが、初穂の捨て身の攻撃によりパワーダウンさせられ、その間に隙を突いた神山とさくらによって乗機を大破させられる。屈辱のあまり激昂し仮面の下の本性をさらしてさくらに襲い掛かるが、神山の刀を手にしたさくらによって斬り捨てられ灰燼と化す。

朧（おぼろ）
声 - 岸尾だいすけ
夜叉とともに帝鍵を捜索している上級降魔。非常に傲慢な性格で、人々に恐怖と絶望を与えることを喜びとし、幻術を得意とする。搭乗する傀儡機兵は「荒吐（アラハバキ）」。
当初は花組を見下していたが一度敗れたことで敵視するようになる。二度目の戦いでは幻術によって神山、あざみ以外の花組を追い詰めて優位に立つ。しかし駆けつけたあざみによって幻術を見破られ、劣勢に立たされる。そこで優しい声音であざみを勧誘しようとしたが、一蹴され戦うことに。二度目の敗北を喫した時は、死の苦痛と恐怖に泣き叫びながら消え去った。
しかし密かに生き延びており、7話にて再び花組と相見える。アナスタシアを「裏切り者」と罵倒するが、仲間たちの支えによって覚悟を決めたアナスタシアの心を折ることはできず、三度目の敗北を味わわされる。崩壊する荒吐の中で必死に助けを求めるが、仲間のいない彼は誰にも助けられることなく爆発に巻き込まれる。満身創痍になりながらも再度生き延び、「仲間」の姿を見つけて助けを求めるが、「お前を仲間と思ったことは一度もない」と一蹴され斬り捨てられる。

幻庵葬徹（ゲンアンソウテツ）
声 - 置鮎龍太郎
本作の黒幕にして最後の敵。平時の一人称は「我」だが激昂すると「俺」になる。必殺技は天から邪悪な塊を降り注がせる「魔操無尽 黒塵戟」。
10年前の「二都作戦」ですみれたちに倒されたとされる上級降魔だが、密かに生き延びて人間社会に溶け込み、降魔王を復活させる機会をうかがっていた。
雄弁で支配欲の強い性格であり、すみれを説得して引き下がらせようとしたり、神山たちに対して配下になれば命だけは助けると言い放つ。しかし胸の裡では人間を弱者と見下し、支配と抹殺の対象としか見ていない。戦闘面では夜叉たち配下に一任しているが、最終戦ではみずから巨大化して霊子戦闘機とも渡り合う。その際は降魔王から魔力を供給され、障壁を展開することで絶対的な防御力を獲得する。
朧や夜叉を使って帝都に混乱をもたらし、一方でアナスタシアを利用して帝鍵を奪わせることに成功。幻都の封印を解いて降魔王を復活させようとする。前述の魔力供給によって花組を圧倒するも、仲間たちの力を用いて展開したすみれの「北斗七星の陣」によって天宮國定を奪い返され、それを用いた天宮さくらの絶界の力によって降魔王の魔力供給を断たれる。そして神山とそのパートナーと2対1の戦いとなる。シャオロンの「勇気」、アーサーの「誇り」、エリスの「覚悟」を声援として受け、決してあきらめず立ち向かって来る神山たちの「絆」という理解できない力を前に焦りを抱き始める。最期は花組の想いを背負った神山の一太刀によって消滅する。

## 登場兵器
無限（むげん）
神崎重工初の量産型霊子戦闘機。くせが少なくあつかいやすい機体特性をもつ。
神山誠十郎機
機体色は白銀。試験運転中だった量産初号機を実戦配備したもので、各部に試験当時の警告表記が残されている。背部に描かれた「ヨキ101」の「ヨキ」は「予備機体」、「101」は搭載された霊子機関の型番を意味する。
武装は、霊子結晶を混合させた霊鋼にクロム鍍金を施した対魔兵装「大太刀」二振り。刀身には軽量化のための穴が穿たれており、ここからヴォルコフ放射による青白い発光現象が発生する。必殺攻撃は、二刀から嵐のごとき神速の斬撃を繰り出す「縦横無刃・嵐（じゅうおうむじん・あらし）」。
天宮さくら機
機体色は薄桜色。肩と膝に近接戦闘でのダメージを考慮した高強度の部品が使用されており、この部分のみ塗装が濃くなっている。後述の三式光武が健在だったため、配備は倫敦華撃団戦以降となる。しかし、実戦投入前に降魔の襲撃を受け大破する。幻庵事件後は封印された試製桜武のデータをもとに調整された状態で修復され、他機よりも霊力リンク値が向上している。『the Animation』でも健在だったが、莫斯科華撃団との戦いで大破する。ゲーム内ではアップデートにより、シミュレーションモードでのみさくら機が使用できる。
武装は、三式光武から引き継がれた「太刀」一振り。必殺攻撃は、刀身に込められた霊力を一気に解き放つ斬撃「天剣・桜吹雪（てんけん・さくらふぶき）」。
東雲初穂機
機体色は朱色。初穂の気質と霊力特性を反映し、接近戦と炎による広範囲攻撃を得意とする。両肩には巫女である初穂の霊力向上を狙った魔除けである紙垂が、両腰には大型武装をあつかう際の安定器を兼ねた大型装甲がそれぞれ装着されている。
武装は、霊力を動力源とした噴推装置で打撃力を高めた大槌「神槌」。必殺攻撃は、火柱を纏った神槌による回転薙ぎ払い攻撃「東雲神社の御神楽ハンマー（しののめじんじゃのみかぐらハンマー）」。
望月あざみ機
機体色は藤黄色。あざみの望月流忍術を有効に再現できるように調整されており、他機では多重化されている肩部装甲は軽量化を狙って一枚に減らされている。望月流頭領の意向により、メインカメラ下部には覆面状の装甲、左額には傷跡のようなものが施されているが、その真意は不明。
武装は、左腕の手甲に装備された「鉄爪」、右腕に複数本装備された「クナイ」、神山機やさくら機の刀よりも小ぶりに仕立てられた「小太刀」に加え、手裏剣や爆弾などの多彩な兵装を有する。必殺攻撃は、無数に放たれた手裏剣で敵を一掃する「望月流忍法・無双手裏剣（むそうしゅりけん）」。
アナスタシア・パルマ機
機体色は紺碧色。射撃戦用の機体で、精密射撃時の被弾を軽減するために腰部正面の装甲が大型化している。
武装は、番傘状のアンシャール鋼製開閉装甲を備えた長銃と、両腰のホルスターに収められた銃2挺。必殺攻撃は、直線状の敵に強烈な銃弾を見舞う「アポリト・ミデン」。
クラリス機
機体色は深碧色。クラリスの重魔導を駆使した広範囲遠距離攻撃を得意とする。
武装は、重魔導の増幅装置として機能する2冊の魔導書「罪」と「罰」。外装部分は霊子水晶が封入された鋼鉄製のブックカバーで覆われており、使用時は機体背部に増設された可動懸架装置を介して手元に展開する。必殺攻撃は、無数の魔弾で複数の敵を撃ち抜く「アルビトル・ダンフェール」。

三式光武（さんしきこうぶ）
神崎重工が霊子甲冑から霊子戦闘機へフレームワークの移行を考慮して開発した機体で、のちの無限の基礎となった。先代の帝都・花組の主力機「光武二式」をベースに、アンシャール鋼の採用による軽量化がなされている。ただしフレームの基礎構造はほとんど変化しておらず、霊子過給機も搭載していないため、出力や霊力効率は次世代の霊子戦闘機に劣る。
帝都・花組ではさくら機・初穂機・クラリス機の3機が配備されていたが、全機が降魔の襲撃により大破している。のちのさくら機のみが修理され、ほかの隊員は新たに配備された無限に乗り換えている。

試製桜武（しせいおうぶ）
神崎重工が開発した世界初の霊子戦闘機で、1機のみが試作された。「桜武」の名は、かつて神崎重工が製作した初の霊子甲冑に由来する。三式光武を失ったさくらの乗機として配備され、「幻庵事件」の解決に大きく貢献する。
新設計のフレームと装甲が採用され、搭載された2基の霊子過給器によってきわめて高い出力を発揮したが、それに比例して搭乗者の霊力消費も激しく、試乗した真宮寺さくらでさえも短時間の活動が限界だった。運用難度の高さから発展性にとぼしく、開発は一時凍結されたが、司馬令士の手によってアンシャール鋼製の外装に換装されるなどの改良が重ねられた結果、開発当時よりもややマイルドな仕様に調整されている。
武装は、三式光武から引き継がれた「太刀」。必殺攻撃は、練り上げた剣気で敵に千の衝撃を与える「天剣・千本桜（てんけん・せんぼんざくら）」。
「幻庵事件」後は修復が終わった無限と入れ替わりで再度封印されるが、『the Animation』の終盤で無限と三式光武・改が相次いで大破・行動不能となったため、兄弟機の天神とともに再配備される。

王龍（ワンロン）
上海華撃団の霊子戦闘機。龍を彷彿とさせる攻撃的な外装をしており、軽快な動きによる炎をまとった武術攻撃が特徴。自機の周囲に炎を展開する範囲攻撃をおこなう。

ブリドヴェン
倫敦華撃団の霊子戦闘機。高貴さを備えた西洋甲冑のような外装が特徴で、各機体は剣を主武装とする。上空へと飛び上がってから斬りかかるなど接近戦を得意とする。

アイゼンイェーガー
伯林華撃団の霊子戦闘機。かつての欧州星組が使用していた「アイゼンクライト」の系譜を受け継ぐ機体で、重装甲と絶大な火力、敵の心をも制圧する強者の風格をもつ。遠近どちらにも対応した攻撃が可能で、ロックオンによるピンポイント攻撃を使用する。

翔鯨丸（しょうげいまる）
過去作の時代から帝撃で運用されている飛空輸送艇。風組のクルーによって操船され、花組や乗機である霊子戦闘機および各種装備を空輸する。

神滅（しんめつ）
夜叉が搭乗する傀儡機兵（くぐつきへい）で先代に登場した神威やその続編に登場した闇神威（山崎機）に酷似している。霊子戦闘機より一回り以上大型でありながら、無限を翻弄する俊敏性を発揮し、太刀による強烈な攻撃を得意とする。夜叉の魔力を解放することで、機体の出力を引き上げる「幻装・御雷神（ゲンソウ・タケミカヅチ）」を使用する。

荒吐（あらはばき）
朧が搭乗する傀儡機兵。手と蜘蛛を想起させる下半身と人型の上半身をで構成され、スカート状の装甲で飛行し、遠隔操作式の小型兵器による多彩な攻撃と幻術を得意とする。劇中で三度も戦うこととなり、そのたびに強化される。

狂骨（きょうこつ）
傀儡機兵と融合した巨大降魔。装甲を身にまとい、巨躯を利用した力任せの攻撃を得意とする。

## スタッフ
- メインキャラクターデザイン - 久保帯人
- ゲストキャラクターデザイン - 堀口悠紀子、BUNBUN、島田フミカネ、いとうのいぢ、副島成記、杉森建
- 音楽 - 田中公平
- ストーリー構成 - イシイジロウ
- 脚本 - 鈴木貴昭[71]
- キャラクタービジュアル設定 - 工藤昌史[71]
- メインメカニックデザイン - 明貴美加[71]
- アニメーション制作 - サンジゲン
- CGスーパーバイザー - 今義和[72]
- 原作 - 広井王子
- 製作総指揮 - 里見治紀

## 主題歌
OP「檄！帝国華撃団〈新章〉」
作詞 - 広井王子、作曲 - 田中公平、編曲 - 根岸貴幸、歌 - 天宮さくら（佐倉綾音）、東雲初穂（内田真礼）、望月あざみ（山村響）、アナスタシア・パルマ（福原綾香）、クラリス（早見沙織）
ED「新たなる」
作詞 - イシイジロウ、作曲 - 田中公平、編曲 - 根岸貴幸、歌 - 天宮さくら（佐倉綾音）、東雲初穂（内田真礼）望月あざみ（山村響）、アナスタシア・パルマ（福原綾香）、クラリス（早見沙織）、ホワン・ユイ（上坂すみれ）、ランスロット（沼倉愛美）、エリス（水樹奈々）

## 漫画
野口こゆりによる『新サクラ大戦 the Comic』が、『週刊ヤングジャンプ』（集英社）にて2019年41号から2020年30号まで連載された。ウェブサイト『となりのヤングジャンプ』にて、第1話から順次、無料で公開された（単行本第1巻発売とともに最新話の公開は停止し、第4話以降の公開を一部を除き終了した）。また、集英社公式アプリ『ヤンジャン!』でも読むことができる（こちらは最新話までポイント制で全話読むことができる）。
- 野口こゆり（漫画）/広井王子（原作）/セガゲームス（企画協力）/イシイジロウ（ストーリー構成・脚色）/久保帯人（メインキャラクターデザイン）『新サクラ大戦 the Comic』 集英社〈ヤングジャンプ・コミックス〉 全3巻
  1. 2019年12月19日発売[78]、ISBN 978-4-08-891441-1
  2. 2020年4月17日発売[79]、ISBN 978-4-08-891494-7
  3. 2020年7月17日発売[80]、ISBN 978-4-08-891568-5

## 小説
無義歩による小説『新サクラ大戦 the Novel 〜緋桜のころ〜』が、集英社（JUMP j BOOKS）より2019年12月19日発売。ISBN 978-4-08-703490-5。ゲーム本編の前日譚にあたり、花組再建のためにメンバーを探す神崎すみれと、天宮さくらたちの出会いを描く。

## テレビアニメ
『新サクラ大戦 the Animation』のタイトルで、2020年4月から6月までTOKYO MXほかにて放送された。ナレーションは速水奨。アニメーション制作はゲーム内アニメーションパートを担当するCGアニメーション制作会社のサンジゲン。シリーズのテレビアニメとしては『サクラ大戦TV』以来20年ぶりとなる。
物語はゲームの1年後を舞台としており、天宮さくらを中心とした物語が展開される。また、本作では上海・倫敦・伯林華撃団に加えて、ゲームで名前のみ言及された「莫斯科華撃団」がMika Pikazoによるキャラクターデザインで新たに登場する。

### アニメオリジナルキャラクター

#### 莫斯科華撃団
ロシアの莫斯科（モスクワ）を拠点とする華撃団。第3回世界華撃団大戦後にペトログラードで起きた爆発事故に巻き込まれ壊滅するが、ヴァレリー・カミンスキーを新たな隊長とした「新生・莫斯科華撃団」として復活する。クラーラ以外の隊員は重傷を負いながらも復帰したとされているが、実際は全員死亡しており、現在の隊員の正体はカミンスキーが使役する機械仕掛けのゴーレムである。
キャラクターデザインはMika Pikazoが担当。
クラーラ・M・ルシュコヴァ
声 - 和多田美咲
旧・莫斯科華撃団の唯一の生き残りである少女。事故の衝撃で以前の記憶を失っており、のちに帝撃の見習い隊員として来日する。記憶喪失の不安から臆病な性格であったが、自分に親身に接してくれたさくらたち帝撃メンバーを本当の家族のように慕うようになる。
その正体は、人間に降魔の細胞（M細胞）を組み合わせて生み出された降魔人間「ナディエージダ」のひとり。同じ降魔人間である姉のレイラをしのぐ潜在能力を秘めており、ほとんど人間の姿と理性を保ったままでも強大な力を発揮することができる。作中では、長らく花が咲いていなかった東雲神社の桜の木を満開に咲かせたり、瞬間的に霊力を増幅させて怪人・黒マントを撃退するなど、力の片鱗を見せる。その特異性に目を付けたカミンスキーに狙われ、ペトログラードの事故を発端とする一連の騒動の中心となった。最終決戦で空中要塞「セバストーポリ」の中枢システムに取り込まれ、自分をかばって倒れたレイラを見て暴走状態となるが、さくらの決死の説得で理性を取り戻し、桜武の姉妹機「天神」を駆ってさくらとともにカミンスキー打倒を果たす。その後は正式な花組隊員となり、舞台デビューを果たす。
ヴァレリー・カミンスキー
声 - 赤羽根健治
新生・莫斯科華撃団の隊長。美麗な佇まいの紳士であるが、一方で多少変人な一面がある。バレエ仕込みの軽やかな身のこなしが特長で「美」に対する独自の価値観と執着心をもつ。セバストーポリに乗って帝都上空に現れ、帝撃に保護されたクラーラの引き渡しを要求する。
かつては普通の青年だったが、突如飛来した隕石の空中爆発事故に巻き込まれ重傷を負う。そのときに爆心地に落着した青い結晶とそこから飛び去った天使のような存在を目撃し、残された結晶を体内に取り込んだことで不老不死の肉体と超常的な力を身につける。そして自分が力を得た意味を知るために世界各地を放浪するが、争い続ける人間の醜さに絶望し、みずからが神となって世界を変革するという野望を抱く。
のちにレイラとの出会いで降魔人間の存在を知り、その力を利用すべく素性を隠してナターリャの研究所に勤務。レイラを心身ともに虜とし、より強い力をもつクラーラを手中に収めるために研究所を焼き払い、本物の莫斯科華撃団を壊滅させて後任の隊長になり代わる。さらに「幻庵事件」の混乱に乗じて人間に化けた配下のゴーレムたちをWOLF中枢に潜入させ、自分たちが正当な華撃団であると認めさせていた。
クラーラの確保後はセバストーポリの最終兵器である「ツングースカの怒り」を発動させ、その威力をもって全世界の覇権を狙う。帝撃メンバーや援護に駆け付けた各国の華撃団の奮闘とレイラの反逆によりセバストーポリを落とされ追いつめられるが、すでに吸収したクラーラの力とセバストーポリの残骸で作り上げた巨大ゴーレムと同化して最後の決戦を挑む。桜武と天神の合体攻撃でゴーレムを砕かれ、自身もさくらの刀に貫かれ消滅する。
レイラ・M・ルシュコヴァ
声 - 白石晴香
新生・莫斯科華撃団の隊員。クラーラの実姉で、同じく降魔人間のひとり。自分の降魔としての醜い姿を恐れず接してくれたカミンスキーに忠誠を誓い、クラーラ奪還のために暗躍する。クラーラには姉としての愛情を抱いているが、自分よりもカミンスキーの興味を引いていることに対しては複雑な感情をのぞかせる。降魔人間としての潜在能力はクラーラに劣っており、力を引き出すには降魔の姿に変身する必要があるが、それでも生身で霊子戦闘機と対等以上に戦うことはできる。
実は早期にカミンスキーの本性に気づいていたが、それでも自分を必要としてくれるカミンスキーの力になりたいという思いからやむを得ず従っていた。最終決戦では単独で帝撃メンバーを圧倒するが、自分を完全な道具としか見ていないカミンスキーの真意を知ると改心し、カミンスキーの攻撃で致命傷を負いながらもクラーラを救出する。その後セバストーポリの爆炎に巻き込まれ姿を消すが、ゴーレム化したカミンスキーのもとに思念体となって現れ、動きを封じることでさくらたちを援護する。最終話エピローグでは、ゴーレムの残骸付近で彼女と思しき人影が現れる。

#### そのほかの人物
怪人・白マント
声 - 沢城みゆき
神出鬼没の謎の仮面剣士。すばやい身のこなしと剣技で大型降魔とも渡り合う凄腕。クラーラを狙う相手とは敵対関係にあり、クラーラを保護している花組と共闘する場合もある。さくらのことを知っており、戦闘中にアドバイスを送る場面もある。作中後半で、村雨白秋が変装した姿であることが明かされる。
ナターリャ・ルシュコヴァ
声 - 八十川真由野
女性降魔研究家。人間と降魔の共存を願い、両者の懸け橋として降魔人間のレイラとクラーラを生み出し、実の娘のように愛情を注いでいた。作中における登場時は病床に臥しており、カミンスキーの野望から守るために友人の白秋や自身を訪ねてきた神山を介し、帝撃にクラーラの保護を依頼する。

### アニメ登場兵器
三式光武・改（さんしきこうぶかい）
司馬が大破した三式光武を修復した機体。非常事態用の予備機として再配備される。先の戦闘で大破した無限の代替機としてさくらが搭乗するが、過負荷による活動限界を迎えたため、再度配備された試製桜武に役目を譲る。
天神（てんじん）
試製桜武と同時期に開発された姉妹機。ほかの霊子戦闘機に比べて航空機に近い独特の形状で、人型への可変機構と高度な空戦能力を有している。桜武の胴体に合体することでさらに戦闘能力を高めることができるが、互いの搭乗者の霊力を同調させなければ真価を発揮することができない。桜武と同じく乗りこなせる者がいなかったことから封印されていたが、カミンスキーとの最終決戦でクラーラが搭乗し、桜武との合体攻撃で巨大ゴーレム化したカミンスキーを討ち倒す。
大弓くん（おおゆみくん）
司馬が開発した弩状の巨大射出装置。用途は巴里華撃団が所有するリボルバーカノンに近く、霊子戦闘機や兵員を専用カプセルに収納して打ち出す。終盤で帝劇地下から姿を現し、花組をセバストーポリへと送り出す。
エカテリーナ
莫斯科華撃団の霊子戦闘機。他華撃団の霊子戦闘機とは大きく趣向を異にする、鳥のような意匠の込められた外見と、全高よりも巨大な銃が特徴。全機が黒を基調としたカラーリングで、レイラ機のみ黄色、それ以外は赤いライン塗装が施されている。
ゴーレム
カミンスキーの「力」で稼働する機械仕掛けの人形。通常の人型でも霊子戦闘機を翻弄する戦闘能力を発揮するうえに、大型降魔級の体躯に変化することもできる。クラーラ誘拐のために帝撃や白マント（白秋）と敵対する「怪人・黒マント」や、新生・莫斯科華撃団員たちの正体であり、WOLF中枢にも人間の幹部に化けたゴーレムが暗躍していた。
空中移動要塞「セバストーポリ」
新生・莫斯科華撃団の拠点である巨大飛行要塞。水中潜航や強力な火器による砲撃能力を備え、クラーラの確保後は降魔人間の力を利用した大量破壊兵器「ツングースカの怒り」が発動可能となる。

### スタッフ（アニメ）
- 原作 - 広井王子、セガゲームス[36][84]
- 監督 - 小野学[36][84]
- 副監督 - 今義和[72][84]
- シリーズ構成 - 小野学[36][84]、浦畑達彦[36][84]
- メインキャラクター原案 - 久保帯人[88]
- キャラクターデザイン - 工藤昌史[84]、茶之原拓也[84]、福島達也[84]
- メカデザイン - 明貴美加[84]、鈴木勘太[84]、片貝文洋[84]
- 美術監督 - 伊東広道
- 美術設定 - 須江信人、多田周平
- 色彩設計 - 松山愛子
- 撮影監督 - 萬直樹
- 編集 - 長谷川舞
- 音楽 - 田中公平[36][84]
- 音響監督 - 清水勝則[84]
- 3DCGスーパーバイザー - 志賀健太郎
- スーパーバイザー - 寺田貴治、イシイジロウ
- プロデューサー - 加瀬直人、平野隆廣、姚迪
- アニメーションプロデューサー - 西藤和広、村上りゅうすけ
- アニメーション制作 - サンジゲン[36][84]
- 製作 - SAKURA PROJECT（サミー、セガゲームス、Tencent Japan）

### 主題歌（アニメ）
「檄！帝国華撃団〈新章〉」
ゲームのオープニングテーマより、帝国歌劇団・花組の天宮さくら（佐倉綾音）、東雲初穂（内田真礼）、望月あざみ（山村響）、アナスタシア・パルマ（福原綾香）、クラリス（早見沙織）が歌うオープニングテーマ。作詞は広井王子、作曲は田中公平、編曲は根岸貴幸。
「桜夢見し」
帝国歌劇団・花組の天宮さくら（佐倉綾音）、東雲初穂（内田真礼）、望月あざみ（山村響）、アナスタシア・パルマ（福原綾香）、クラリス（早見沙織）と、エリス（水樹奈々）、ランスロット（沼倉愛美）、ホワン・ユイ（上坂すみれ）が歌うエンディングテーマ。作詞は藤林聖子、作曲は田中公平、編曲は岸村正実。
「凍てつく魂」
第1話挿入歌。作詞はイシイジロウ、作曲は田中公平、編曲は東大路憲太、歌は天宮さくら（佐倉綾音）、アナスタシア・パルマ（福原綾香）。
「スタァ誕生 花組ver.」
第1話挿入歌および最終話エンディングテーマ。作詞は藤林聖子、作曲は田中公平、編曲は根岸貴幸、歌は帝国歌劇団・花組の天宮さくら（佐倉綾音）、東雲初穂（内田真礼）、望月あざみ（山村響）、アナスタシア・パルマ（福原綾香）、クラリス（早見沙織）。最終話はクラーラ（和多田美咲）も加わったバージョンが使用された。

### 各話リスト
| 話数     | サブタイトル                   | シナリオ | 絵コンテ           | 演出         | CGディレクター | 初放送日      |
| -------- | ------------------------------ | -------- | ------------------ | ------------ | -------------- | ------------- |
| 第一話   | 堂々開幕！新生華撃団           | 浦畑達彦 | 小野学             | 浅利藤彰     | 西野弘泰       | 2020年 4月3日 |
| 第二話   | 正体不明！謎の怪人現る         | 砂山蔵澄 | 石黒達也 なかの☆陽 | 後藤康徳     | 奥川尚弥       | 4月10日       |
| 第三話   | 帝都激震！新生莫斯科華撃団     | 砂山蔵澄 | 今義和             | のがみかずお | 平松法子       | 4月17日       |
| 第四話   | 友情満開！千年桜               | 鈴木貴昭 | 坂田純一           | 浅利藤彰     | 西野弘泰       | 4月24日       |
| 第五話   | 凸凹探偵！クラーラの秘密を探れ | 鈴木貴昭 | 松園公             | 後藤康徳     | 奥川尚弥       | 5月1日        |
| 第六話   | 奇々怪々！黒マントの正体       | 砂山蔵澄 | 中野典克           | のがみかずお | 平松法子       | 5月8日        |
| 第七話   | 隠密作戦！デートを追え         | 浦畑達彦 | 増田敏彦           | 浅利藤彰     | 西野弘泰       | 5月15日       |
| 第八話   | 波乱万丈！華撃団対戦           | 鈴木貴昭 | セトウケンジ       | 後藤康徳     | 奥川尚弥       | 5月22日       |
| 第九話   | 驚天動地！クラーラの真実       | 砂山蔵澄 | 高橋丈夫           | のがみかずお | 平松法子       | 5月29日       |
| 第十話   | 帝都壊滅？ツングースカの怒り   | 砂山蔵澄 | 坂田純一           | 浅利藤彰     | 西野弘泰       | 6月5日        |
| 第十一話 | 悲恋幻想！レイラの想い         | 砂山蔵澄 | 今義和             | 橋本直人     | 奥川尚弥       | 6月12日       |
| 第十二話 | 大団円！明日への希望           | 浦畑達彦 | 小野学             | 石黒達也     | 平松法子       | 6月19日       |

### 放送局
| 放送期間                | 放送時間                     | 放送局       | 対象地域 | 備考                      |
| ----------------------- | ---------------------------- | ------------ | -------- | ------------------------- |
| 2020年4月3日 - 6月19日  | 金曜 22:00 - 22:30           | TOKYO MX     | 東京都   |                           |
|                         | 金曜 23:30 - 土曜 0:00       | BS11         | 日本全域 | BS放送 / 『ANIME+』枠     |
| 2020年4月26日 - 6月21日 | 日曜 1:30 - 2:00（土曜深夜） | サンテレビ   | 兵庫県   | 第6話まで2話連続放送。    |
|                         | 日曜 2:30 - 3:00（土曜深夜） | KBS京都      | 京都府   | 第6話まで2話連続放送。    |
| 2020年5月15日 -         | 金曜 1:30 - 2:00（木曜深夜） | 日テレプラス | 日本全域 | CS放送 / リピート放送あり |

| 配信開始日    | 配信時間                     | 配信サイト |
| ------------- | ---------------------------- | --- |
| 2020年4月3日  | 金曜 22:00 - 22:30           | ABEMA |
| 2020年4月10日 | 金曜 0:00（木曜深夜） 更新   | Amazonプライムビデオ dアニメストア dTV FOD Netflix TSUTAYA TV ニコニコチャンネル バンダイチャンネル ひかりTV ビデオマーケット Rakuten TV |
|               | 金曜 0:00 - 0:30（木曜深夜） | ニコニコ生放送 |

### BD / DVD
| 巻 | 発売日        | 収録話          | 規格品番   | 規格品番   | 規格品番   |
| 巻 | 発売日        | 収録話          | BD特装版   | BD通常版   | DVD特装版  |
| -- | ------------- | --------------- | ---------- | ---------- | ---------- |
| 1  | 2020年6月17日 | 第1話 - 第3話   | PCXP-50761 | PCXP-50771 | PCBP-54311 |
| 2  | 2020年6月17日 | 第4話 - 第6話   | PCXP-50762 | PCXP-50772 | PCBP-54312 |
| 3  | 2020年7月15日 | 第7話 - 第9話   | PCXP-50763 | PCXP-50773 | PCBP-54313 |
| 4  | 2020年8月19日 | 第10話 - 第12話 | PCXP-50764 | PCXP-50774 | PCBP-54314 |

## 舞台
旧作の舞台化作品が全てゲーム版と同じキャストで上演されていたのに対し、本作はゲームとは異なるキャストにより上演された。田中公平によると、旧作と状況が変わり、キャストのスケジュールの確保が不可能だったためとしている。

### 公演リスト
新サクラ大戦 the Stage
舞台第1作。2020年11月19日から23日まで、ヒューリックホール東京にて上演された。当初は2020年3月5日から3月8日まで、草月ホールにおいて全8公演が予定されていた。しかし新型コロナウイルス感染症の影響で公演が一旦自粛となった。千秋楽となる23日の2公演は、有料配信も行われた。
新サクラ大戦 the Stage 〜桜歌之宴〜
ライブコンサート公演の第1弾。2021年3月21日にヒューリックホール東京にて開催された。
新サクラ大戦 the Stage 〜桜歌之宴・彩〜
『新サクラ大戦 the Stage 〜桜歌之宴〜』の再演。2021年9月25日・26日にヒューリックホール東京にて開催された。
新サクラ大戦 the Stage 〜二つの焔〜
舞台第2作。2021年12月17日から19日まで、シアター1010にて上演された。新規に「上海華撃団」と「倫敦華撃団」が登場した。
新サクラ大戦 the Stage 〜桜歌之宴＜二幕＞〜
ライブコンサート公演の第2弾。2022年4月16日・17日にシアター1010にて上演された。。

### キャスト（舞台）
第1作
〈帝国華撃団〉
- 天宮さくら - 関根優那
- 東雲初穂 - 高橋りな
- 望月あざみ - 寒竹優衣
- アナスタシア・パルマ - 平湯樹里
- クラリス - 沖なつ芽
- 神崎すみれ - 片山萌美
- 神山誠十郎 - 阿座上洋平（声の出演）

〈芽組〉
- 山田せいら
- 矢澤梨央
- 雨宮光
- 飯嶋あやめ
- 石田彩夏
- 小太刀瑞姫
- 永井毬絵
- 牧野澪菜
- 三島依
- 山下由奈

第2作
- 天宮さくら - 関根優那
- 東雲初穂 - 高橋りな
- 望月あざみ - 寒竹優衣
- アナスタシア・パルマ - 平湯樹里
- クラリス - 沖なつ芽
- ヤン・シャオロン - 本条万里子
- ホワン・ユイ - 西田ひらり
- アーサー - 楓
- ランスロット - 小松穂葉
- 神崎すみれ - 片山萌美

### スタッフ（舞台）
- 原作 - 「新サクラ大戦」
- シリーズ原作 - 広井王子
- 音楽 - 田中公平
- 演出・脚本 - 伊藤マサミ

## 他作品とのコラボレーション
ぷよぷよ!!クエスト
iOS / Android用アプリゲーム。2019年12月6日から16日までコラボイベントが開催。
帝国華撃団・花組の6人がボイス付きで登場。
スーパーロボット大戦X-Ω
iOS / Android用アプリゲーム。2019年12月16日から23日までコラボイベントが開催。
帝国華撃団・花組の6人とそれぞれの専用機体が登場。ボイス付き。
ボーダーブレイク
PlayStation 4用ゲーム。2019年12月23日から2020年1月13日までコラボイベントが開催。
期間中にゲームをプレイすることでプレイヤーキャラクター「天宮さくら」と装備品「対魔兵装・太刀」が入手可能。また、さくら以外の花組メンバーはゲーム内マーケットにて購入することでプレイヤーキャラクターとして使用可能となる。
LINE レンジャー
iOS / Android用アプリゲーム。2020年1月31日から2月28日までコラボイベントが開催。
帝国華撃団・花組の6人が登場。
スターオーシャン:アナムネシス
iOS / Android用アプリゲーム。2020年3月26日からコラボが開催。
神山を除く帝国華撃団・花組の5人が登場。また、本コラボに合わせて過去に開催された「サクラ大戦シリーズ」とのコラボも復刻される。
ファンタシースターオンライン2
2020年4月22日から2020年5月27日までコラボが開催（アバター衣装や劇中のモーションを再現したロビーアクション入手が可能なスクラッチは6月10日まで開催）。
アバターを天宮さくらと神山誠十郎の姿に変えることが可能。2人が所持する刀は武器迷彩として対応する武器に外見が反映される。光武三式と神山機の無限がショップエリアやゲートエリアに登場した。またゲキゾウくんに変身したり、2人の必殺技モーションを再現できる（所持している武器がアクションに適応されるが、PS Vita版では適応されない）。また、過去に配信された衣装のうち真宮寺さくらの隊員服も復刻された。
ステーションメモリーズ!
iOS / Android用アプリゲーム。2020年5月15日からコラボが開催。
神山を除く帝国華撃団・花組の5人が登場。
チェインクロニクル3
iOS / Android用アプリゲーム。2020年6月18日から6月29日までコラボが開催。
『the Animation』とのコラボ。イベントシナリオはサクラ大戦開発チーム監修となっている。神山を含む帝国華撃団・花組の6人が登場。
プロジェクト東京ドールズ
iOS / Android用アプリゲーム。2020年7月31日から8月17日までコラボが開催。